# Tipula bipenicillata
Tipula bipenicillata är en tvåvingeart som beskrevs av Alexander 1924. Tipula bipenicillata ingår i släktet Tipula och familjen storharkrankar. Inga underarter finns listade i Catalogue of Life.